# 海斯特布雷峰
61°45′01″N 8°05′12″E / 61.75028°N 8.08667°E
海斯特布雷峰是挪威的山峰，位於該國東南部內陸郡，處於肖克，距離首都奧斯陸250公里，屬於布萊海門山脈的一部分，海拔高度1,996米。